# Ratpenat cuallarg rogenc
El ratpenat cuallarg rogenc (Mops russatus) és una espècie de ratpenat de la família dels molòssids.
Viu als boscos humits tropicals i subtropicals del Camerun, la República Democràtica del Congo, Ghana i Kenya.